# Alsóosztorány
Alsóosztorány (1899-ig Sztránszka, szlovákul Stránske) község Szlovákiában, a Zsolnai kerületben, a Zsolnai járásban.

## Fekvése
Zsolnától 11 km-re délre fekszik.

## Története
Előbb a rajeci uradalomhoz tartozott, majd királyi birtok. Írott forrásban 1368-ban „Stranska” néven említik először, amikor a gömöri Balog nemzetséghez tartozó Domonkos – helybeli birtokos nemes – engedélyt kér plébániatemplom építésére. A nemzetség I. Lajos király adományaként 1360 körül jutott a falu birtokába. 1376-ban már újra királyi birtok, az újvári uradalom része. Később a hricsói, majd a sztrecsnói uradalomhoz tartozott. 1456-ban már litva várának uradalmához tartozik, ekkor „Stranska” néven említik. 1496-ban „Ztranska” néven tűnik fel. 1539-ben 16 parasztgazdaság volt a faluban. 1543-ban egy bíró, 6 zsellér és 15 parasztcsalád élt a településen. 1598-ban 30 portával adózott. 1604-ben már a Thurzók birtoka, 1628-ban a lengyeltóti Lengyel család is részesedik a falu birtokaiból.
A 17. század második felében Szelepcsényi György esztergomi érsek zálogbirtoka, aki 1684-ben végrendeletileg a zsolnai jezsuitákra hagyta. 1720-ban 23 adóegysége volt. 1770-ben Mária Terézia urbáriuma 90 paraszt és 7 zsellércsaládot említ a faluban. 1784-ben 85 ház, 97 család és 648 lakos élt itt. 1798-ban többek közt a Balassa, Perényi, Pongrác, Zabaffy, Baross és Benyovszky családoknak vannak birtokaik a településen.
A 18. század végén Vályi András így ír róla: „STRANSZKE. Tót falu Trentsén Várm. földes Urai több Urak, lakosai katolikusok, fekszik Porubán alól, Konszkához nem meszsze, mellynek filiája; határja meglehetős, vagyonnyai is külömbfélék.”
1828-ban 91 házában 730 lakos élt. Lakói erdei munkákkal, méhészettel, állattartással foglalkoztak. A trianoni diktátumig Trencsén vármegye Zsolnai járásához tartozott.

## Népessége
| Év:            | 1994. | 2004.   | 2014.    | 2024.    |
| -------------- | ----- | ------- | -------- | -------- |
| Emberek száma: | 697   | 686     | 788      | 950      |
| Eltérés:       |       | -1,57 % | +14,86 % | +20,55 % |

| Év:            | 2023. | 2024.   |
| -------------- | ----- | ------- |
| Emberek száma: | 946   | 950     |
| Eltérés:       |       | +0,42 % |

1910-ben 644, túlnyomórészt szlovák anyanyelvű lakosa volt.
2001-ben 697 lakosából 690 szlovák volt.
2011-ben 733 lakosából 682 szlovák volt.
2021-ben 889 lakosából 867 (+1) szlovák, 2 magyar, 6 (+17) egyéb és 14 ismeretlen nemzetiségű volt.

## Nevezetességei
- 14. századi gótikus templomának romjai. A templom 1858-ban földrengés következtében dőlt össze.
- Szent Ilona tiszteletére szentelt modern temploma 1995-ben épült.